# Détroit (roman)
Pour les articles homonymes, voir Détroit (homonymie).
Détroit  (titre original : Wheels) est un roman d'Arthur Hailey paru en 1971.

## Adaptations
- Détroit a été adapté à la télévision en 1978 sous la forme d'une mini-série (Détroit) avec Rock Hudson et Lee Remick.